# آلباتروس دی۱۲
آلباتروس دی۱۲ (به انگلیسی: Albatros_D.XII) یک هواگرد از نوع جنگنده ساخت شرکت آلباتروس فلوکتسایک‌ورک در آلمان است. هواگرد آلباتروس دی۱۲ نخستین پروازش را در مارس ۱۹۱۸ میلادی انجام داد. در مجموع، تعداد ۲ فروند از این هواگرد ساخته شده‌است.